# Villeneuve-Saint-Vistre-et-Villevotte
Villeneuve-Saint-Vistre-et-Villevotte és un municipi francès, situat al departament del Marne i a la regió del Gran Est. L'any 2007 tenia 129 habitants.

## Demografia

### Població
El 2007 la població de fet de Villeneuve-Saint-Vistre-et-Villevotte era de 129 persones. Hi havia 50 famílies, de les quals 12 eren unipersonals (4 homes vivint sols i 8 dones vivint soles), 17 parelles sense fills i 21 parelles amb fills.
La població ha evolucionat segons el següent gràfic:
Habitants censats

### Habitatges
El 2007 hi havia 63 habitatges, 50 eren l'habitatge principal de la família, 6 eren segones residències i 7 estaven desocupats. Tots els 62 habitatges eren cases. Dels 50 habitatges principals, 45 estaven ocupats pels seus propietaris, 3 estaven llogats i ocupats pels llogaters i 2 estaven cedits a títol gratuït; 3 tenien dues cambres, 5 en tenien tres, 8 en tenien quatre i 33 en tenien cinc o més. 40 habitatges disposaven pel capbaix d'una plaça de pàrquing. A 21 habitatges hi havia un automòbil i a 27 n'hi havia dos o més.

### Piràmide de població
La piràmide de població per edats i sexe el 2009 era:
| Homes | Edats   | Dones |
| ----- | ------- | ----- |
| 0     | 95 o +  | 0     |
| 0     | 90 a 94 | 0     |
| 0     | 85 a 89 | 0     |
| 0     | 80 a 84 | 0     |
| 8     | 75 a 79 | 4     |
| 0     | 70 a 74 | 8     |
| 8     | 65 a 69 | 4     |
| 0     | 60 a 64 | 0     |
| 0     | 55 a 59 | 0     |
| 8     | 50 a 54 | 4     |
| 4     | 45 a 49 | 4     |
| 4     | 40 a 44 | 4     |
| 8     | 35 a 39 | 4     |
| 0     | 30 a 34 | 8     |
| 8     | 25 a 29 | 0     |
| 0     | 20 a 24 | 0     |
| 0     | 15 a 19 | 0     |
| 4     | 10 a 14 | 0     |
| 0     | 5 a 9   | 0     |
| 8     | 0 a 4   | 4     |

## Economia
El 2007 la població en edat de treballar era de 80 persones, 64 eren actives i 16 eren inactives. De les 64 persones actives 59 estaven ocupades (34 homes i 25 dones) i 5 estaven aturades (1 home i 4 dones). De les 16 persones inactives 1 estava jubilada, 7 estaven estudiant i 8 estaven classificades com a «altres inactius».
Activitats econòmiques
Dels 8 establiments que hi havia el 2007, 2 eren d'empreses de comerç i reparació d'automòbils, 1 d'una empresa de transport, 2 d'empreses immobiliàries i 3 d'empreses de serveis.
L'únic servei als particulars que hi havia el 2009 era una agència immobiliària.
L'any 2000 a Villeneuve-Saint-Vistre-et-Villevotte hi havia 17 explotacions agrícoles que ocupaven un total de 1.008 hectàrees.

## Poblacions més properes
El següent diagrama mostra les poblacions més properes.